# Janet F. Werker

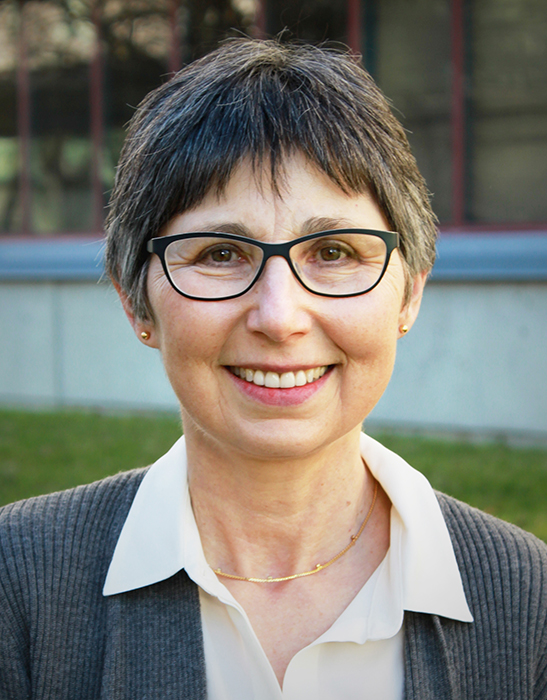
Janet F. Werker, 2015

Janet F. Werker OC (* 1951) ist eine kanadische Psychologin und Hochschullehrerin. Sie ist University-Killam-Professorin und Canada Research Chair für Psychologie an der University of British Columbia (UBC). Sie ist eine der weltweit führenden Expertinnen für Spracherwerb und Sprachwahrnehmung bei Säuglingen.

## Leben und Werk
Werker studierte von 1970 bis 1972 Psychologie an der Cornell University in Ithaca, wo sie ihren Bachelor-Abschluss erhielt. Anschließend studierte sie an der Harvard University in Cambridge und erwarb dort 1974 einen Bachelor-Abschluss cum laude in Psychologie und Soziale Beziehungen. Nach einem Master-Abschluss an der University of British Columbia in Vancouver promovierte sie dort 1982 in Entwicklungspsychologie.
Von 1982 bis 1986 forschte sie als Assistenzprofessorin für Psychologie an der Dalhousie University in Halifax und war währenddessen von 1984 bis 1985 Gastdozentin an der Simon Fraser University in Burnaby und von 1985 bis 1986 Gastdozentin für Psychologie an der UBC. Sie war dort bis 1989 Assistenzprofessorin für Psychologie, bis 1994 außerordentliche Professorin für Psychologie und wurde dann Professorin für Psychologie.
Sie war 2015 Mitbegründerin des UBC-Language Sciences Institute. Das Institut fördert die Zusammenarbeit und Verbindungen zwischen Forschern, die in allen Bereichen der Sprachwissenschaften tätig sind, und vermittelt dieses Wissen sowohl an Doktoranden als auch an Studierende im Grundstudium. Darüber hinaus hat die Initiative einen universitätsübergreifenden, projektbasierten Grundstudiengang für Sprachwissenschaften entwickelt, der allen UBC-Studenten offensteht.
Viele ihrer über 200 veröffentlichten Artikel wurden in den renommiertesten Fachzeitschriften veröffentlicht, darunter Science, Nature und Proceedings of the National Academy of Sciences. Am 12. Dezember 2023 betrug ihr h-Index 90.
Sie war die erste UBC-Professorin, die vom Social Sciences and Humanities Research Council (SSHRC) 2015 den Gold Medal Impact Award erhielt, die höchste Auszeichnung, die an Personen verliehen wird, deren nachhaltige Führung, Engagement und Originalität Kollegen und Studenten inspiriert haben. Die Universität würdigte ihre Leistungen und Erfolge 1990 mit dem Alumni Prize for Research in the Social Sciences, 1991 mit dem Killam Research Prize, 2007 mit dem Jacob Biely Research Prize und 2016 mit dem University Killam Professorship.
Sie wurde mit mehreren Stipendien ausgezeichnet, unter anderen von der Royal Society of Canada und der American Association for the Advancement of Science. Sie ist Fellow des Canadian Institutes for Advanced Research, der Royal Society of Canada, der Canadian Psychological Association, der American Psychological Society, der Cognitive Science Society, der American Association for the Advancement of Science und 2014 wurde sie Fellow der American Academy for Arts and Sciences.

## Forschung
Werker untersucht die Sprachverarbeitung im Säuglingsalter sowie die biologischen, kognitiven und sozialen Faktoren, die ihre Entwicklung beeinflussen. Mithilfe von Verhaltens- und Neuroimaging-Techniken hat sie die anfänglichen Wahrnehmungsverzerrungen von Säuglingen dokumentiert, wenn diese sich als Funktion der Erfahrung mit einer oder mehreren verschiedenen Sprachen ändern, die Lernmechanismen, die Veränderungen ermöglichen, und wie sich ändernde Sprachwahrnehmungsempfindlichkeiten mit dem Lernen von Wörtern und der syntaktischen Verarbeitung interagieren.
Ihre Arbeit zeigt, dass Säuglinge das Leben mit einer Vorliebe für Sprache beginnen, dass sie sowohl muttersprachliche als auch nicht-muttersprachliche phonetische Unterscheidungen vornehmen und sowohl ihre visuellen als auch oral-motorischen Korrelate darstellen können. Die Erfahrung mit einer Sprache im Vergleich zu einer anderen unterstützt die Eingewöhnung nur auf die Eigenschaften, die in der Muttersprache verwendet werden, und es gibt Belege dafür, dass Erfahrung in einer kritischen Phase der frühen Entwicklung am effektivsten wirkt. Um diese Fragen zu beantworten, untersuchen sie und ihre Labormitarbeiter einsprachige und zweisprachige Säuglinge, Frühgeborene oder Säuglinge, die in der frühen Entwicklung verschiedenen Diäten oder Medikamenten ausgesetzt waren, sowie Säuglinge mit sensorischen Beeinträchtigungen. Sie und ihr Team untersuchen auch, wie die Wahrnehmung mit konzeptionellen Vorurteilen interagiert, um das Lernen von Wörtern bei Säuglingen zu steuern, die in verschiedenen sprachlichen und/oder kulturellen Kontexten aufwachsen.

## Auszeichnungen
- 1990: Alumni Prize for Research in the Social Sciences
- 1991: Killam Research Prize
- 2007: Jacob Biely Research Prize
- 2014: Mitglied der American Academy of Arts and Sciences[4]
- 2015: Gold Medal Impact Award
- 2017: Officer of the Order of Canada[5]
- 2018: Killam Prize in the Social Sciences, Canada Council for the Arts
- 2019: William James Fellow Award, Association for Psychological Science
- 2020: Mitglied der National Academy of Sciences
- 2024: Benjamin Franklin Medal (Franklin Institute).[6]